# Gustave Fouillaron
Gustave Fouillaron, né le 9 août 1849 à La Caillère-Saint-Hilaire (Vendée) et mort le 24 novembre 1933 à Cholet (Maine-et-Loire), est un constructeur automobile français, inventeur du variateur de vitesse.

## Biographie
François Gustave Victor Fouillaron, est le fils de Cyrice Fouillaron, marchand, originaire de Dienne (Cantal) et d'Henriette Glorian. Il épouse une Choletaise, Marguerite Julie Blouin, le 30 novembre 1878 à Cholet.
Il est mobilisé avec le grade de sergent au 35e régiment de la Garde mobile de Vendée, pendant la guerre de 1870.
De 1901 et jusqu'au début de la Grande Guerre, Gustave Fouillaron est membre de la Chambre syndicale de l'automobile et des industries à Paris.
En 1918, Gustave Fouillaron, âgé de 69 ans, a perdu son fils aîné en 1913 et le cadet meurt à son tour en 1927, des suites de complications liées au gazage durant les hostilités. Il reste économiquement et politiquement très engagé localement (municipalité, Chambre de commerce, etc.). La marque Columba pour les vélos et les machines à coudre est transmise à son neveu Gustave Frappier. Il poursuit la gestion de son commerce de mercerie, ouvre de nouvelles petites industries à Cholet et aux environs dont une bonneterie, plusieurs ateliers de tricotage. En 1928, il fait poser, par son petit-fils André Fouillaron, âgé de seulement huit ans, la première pierre de l'usine Grangeard à Cholet, pour la fabrication de bas en coton.
Gustave Fouillaron meurt le 24 novembre 1933 à Cholet.

## Engagements civiques et associatifs
À Cholet, Gustave Fouillaron est : 
- conseiller municipal pendant plus de trente ans ;
- délégué cantonal ;
- vice-président de la chambre de commerce ;
- administrateur de la succursale de la Banque de France ;
- membre de la commission du collège de filles ;
- membre de la commission du collège de garçons ;
- membre de la caisse des écoles ;
- membre du bureau de bienfaisance ;
- administrateur des hospices de Cholet ;
- membre de l'office des pupilles de la nation.

En outre, il est président, en 1920-1925, du comité pour l'érection du monument aux morts de Cholet et participe via son neveu à la création du Comité des fêtes.

## Activités professionnelles

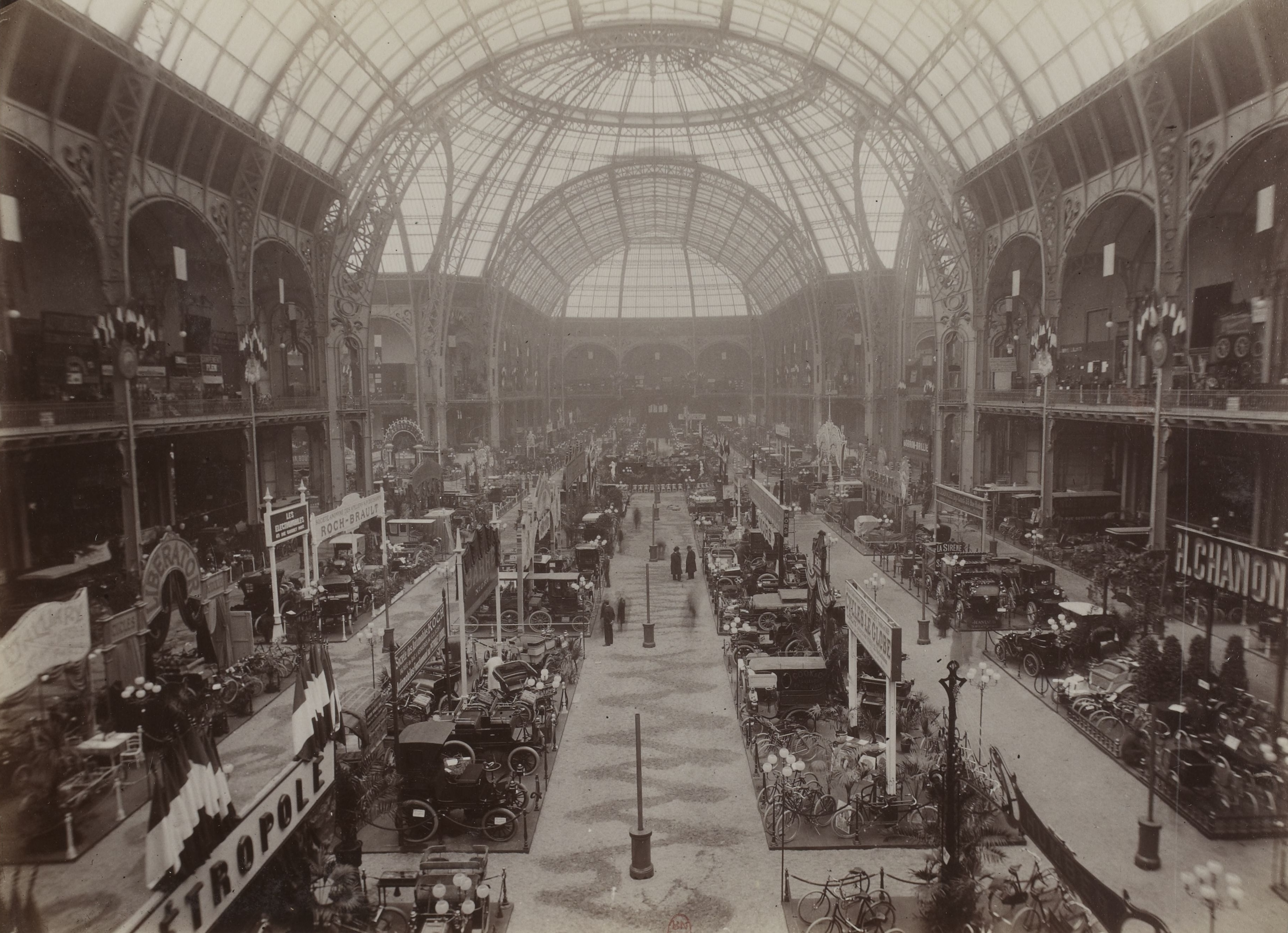
Salon de l'automobile 1901.

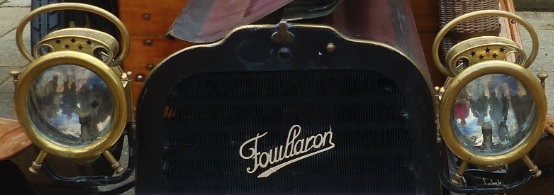
Marque Fouillaron sur une voiture de 1903.

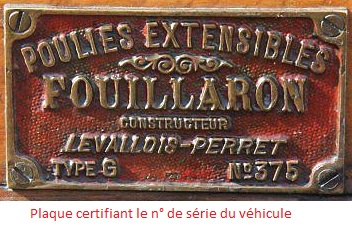
Plaque voiturette 1903.

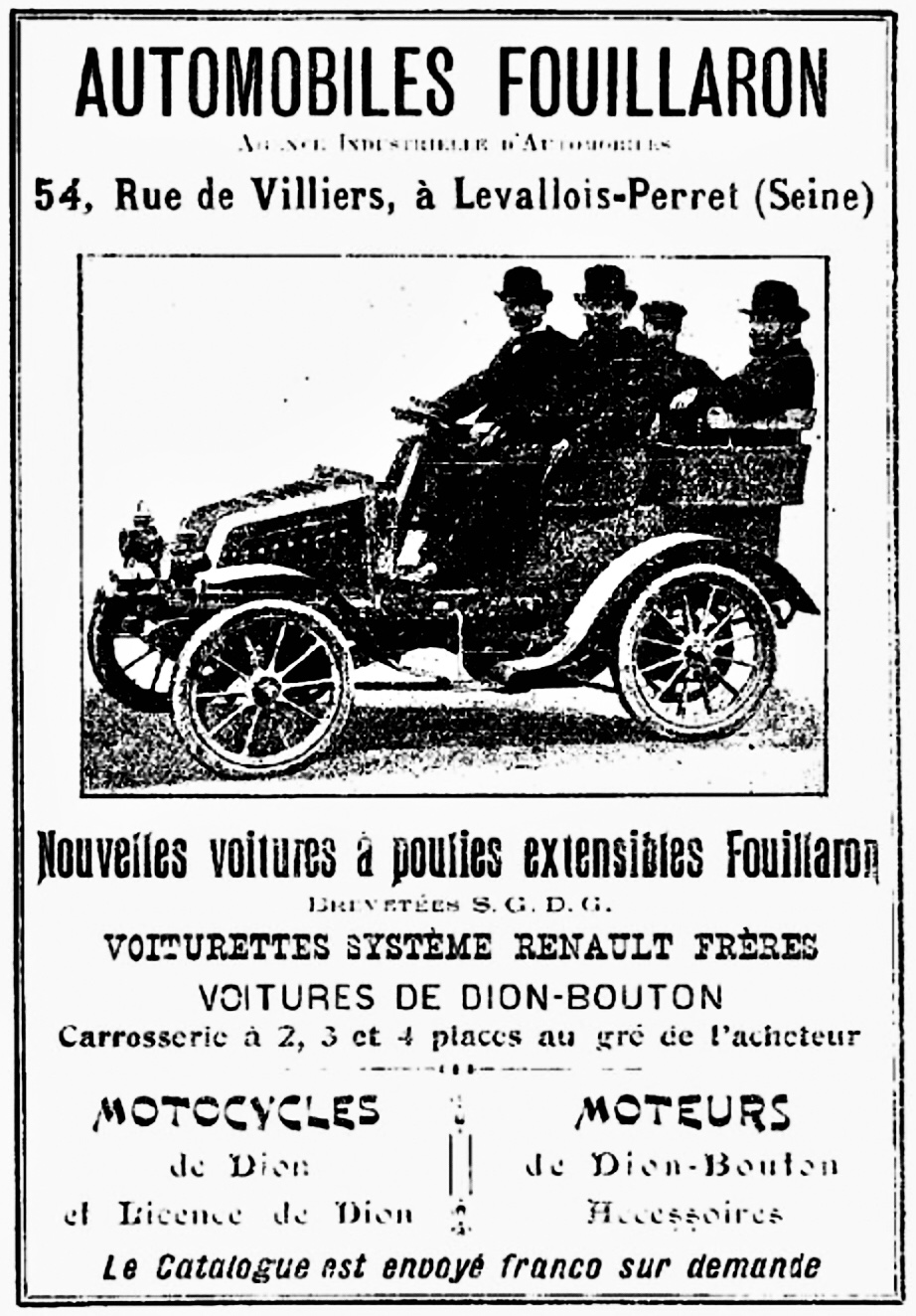
Affiche publicitaire Fouillaron (1900).

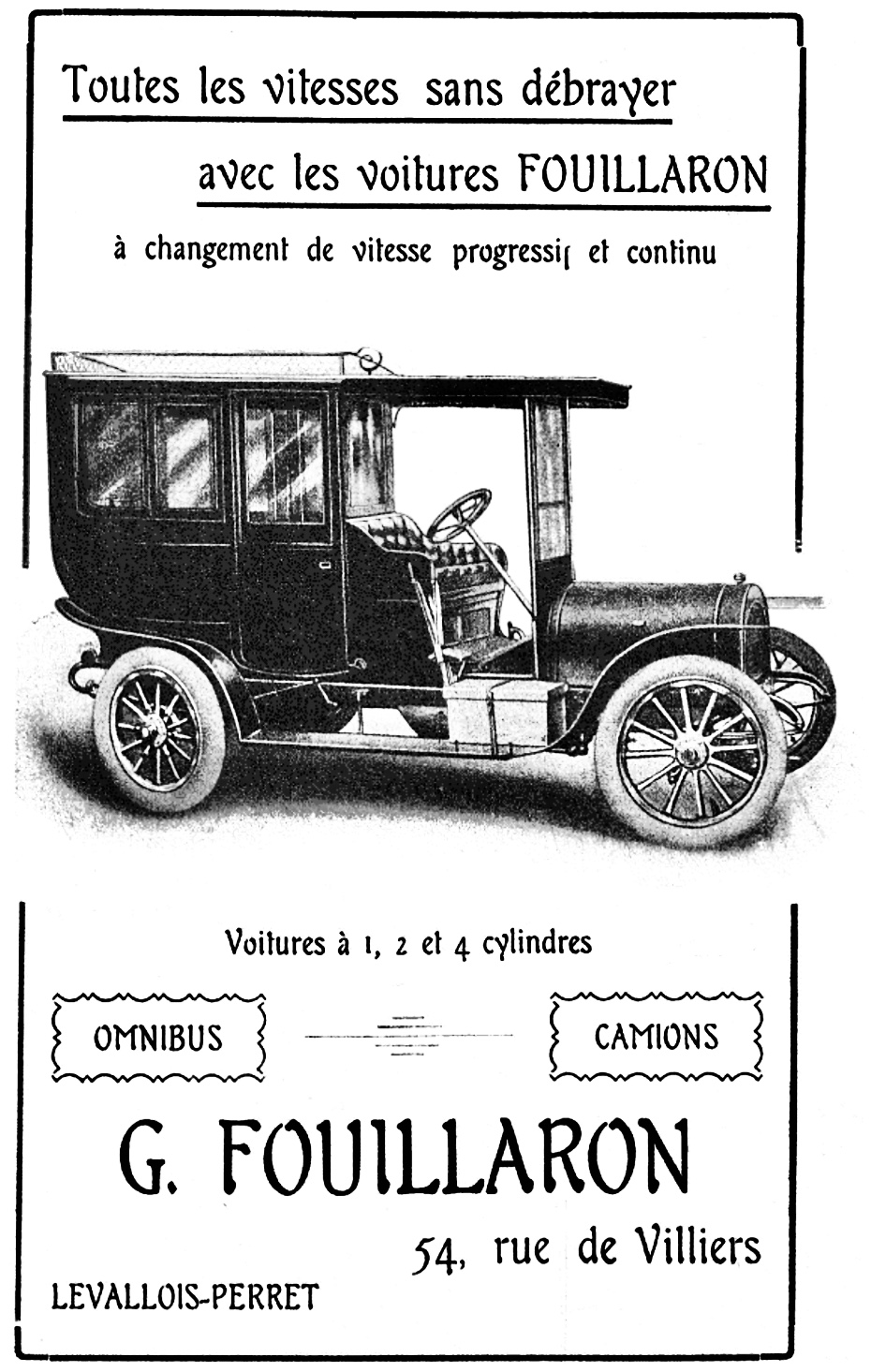
G. Fouillaron (1907).

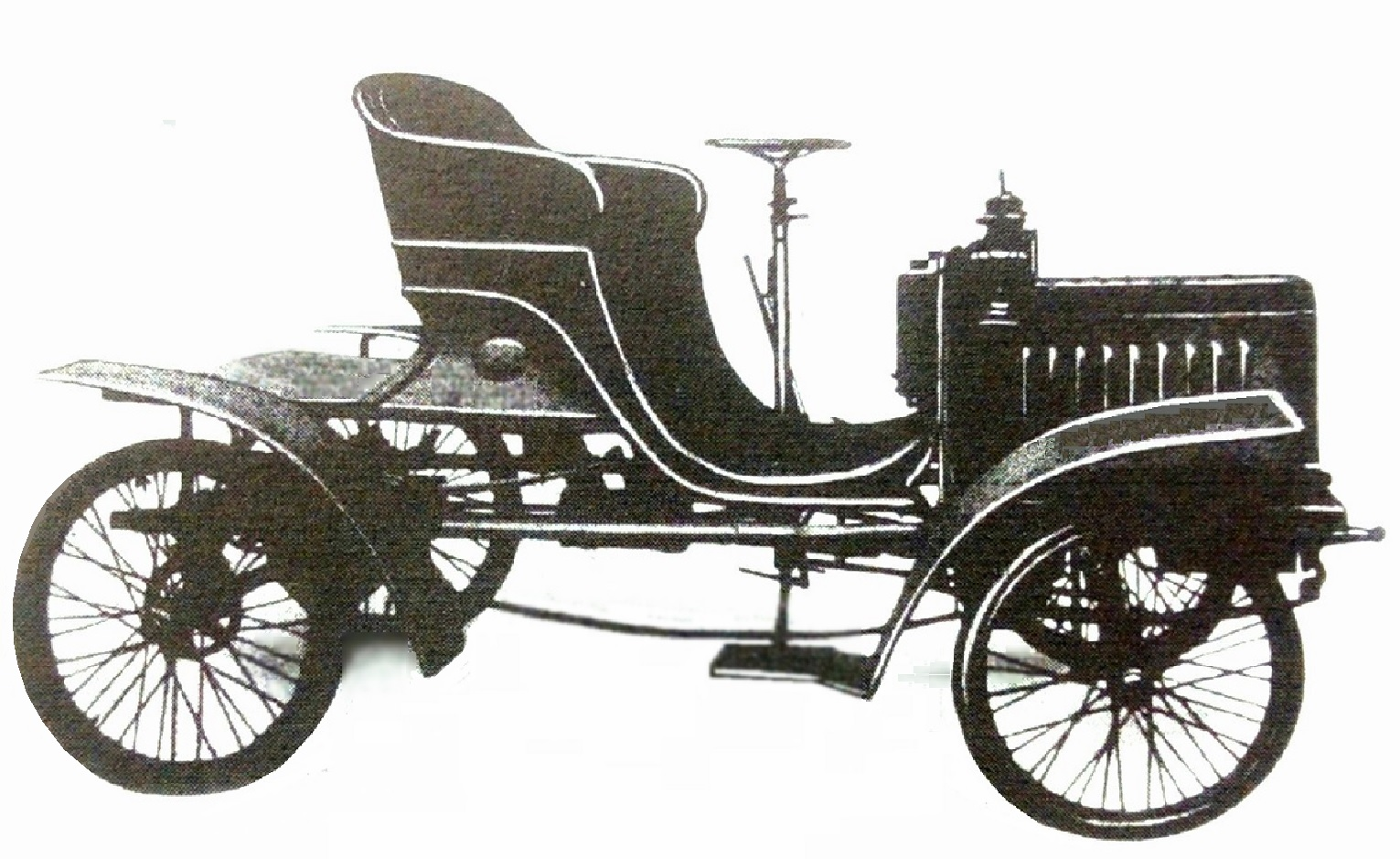
1
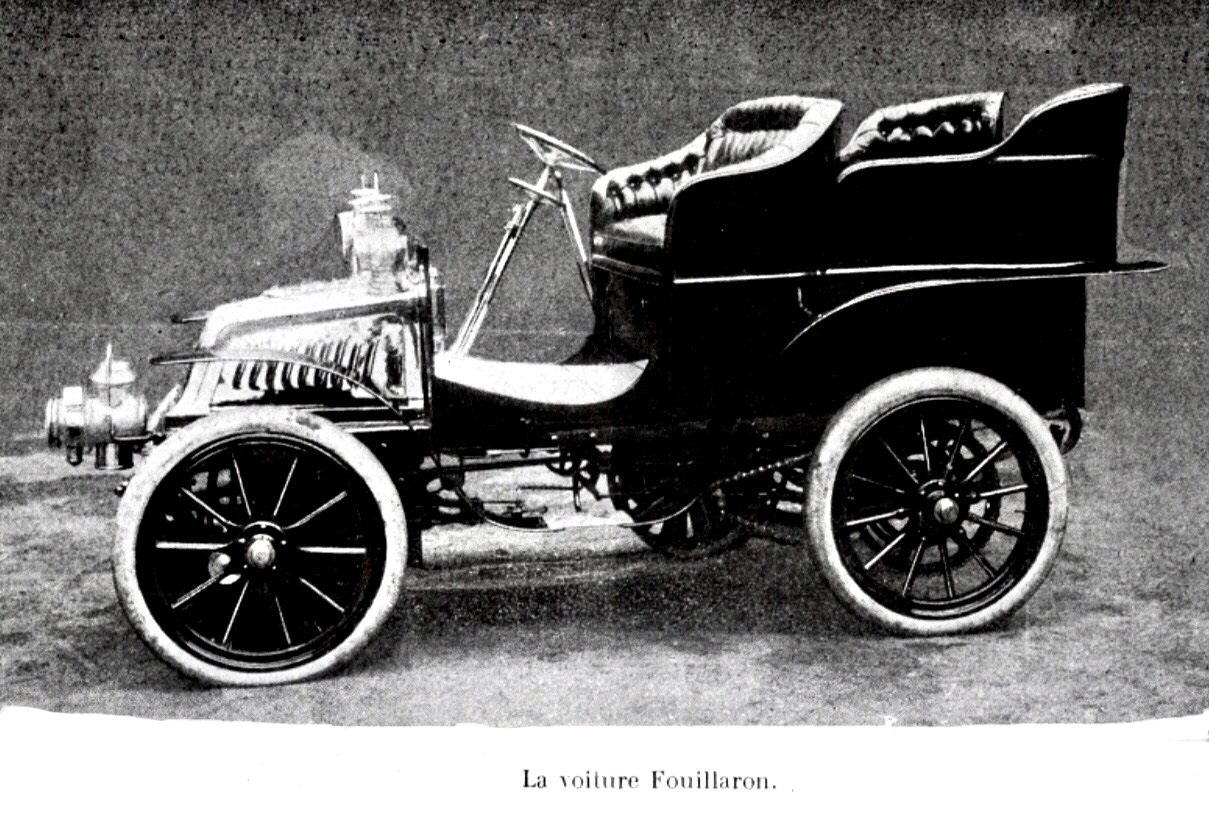
2
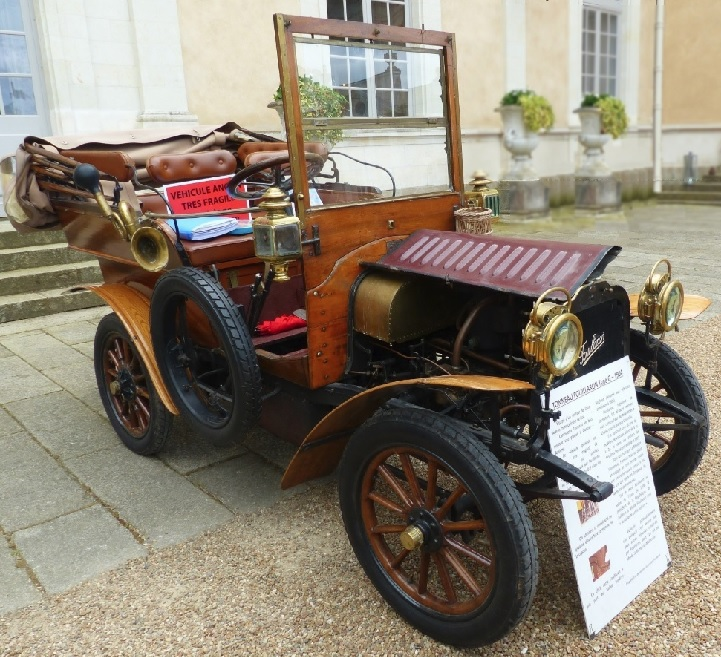
3
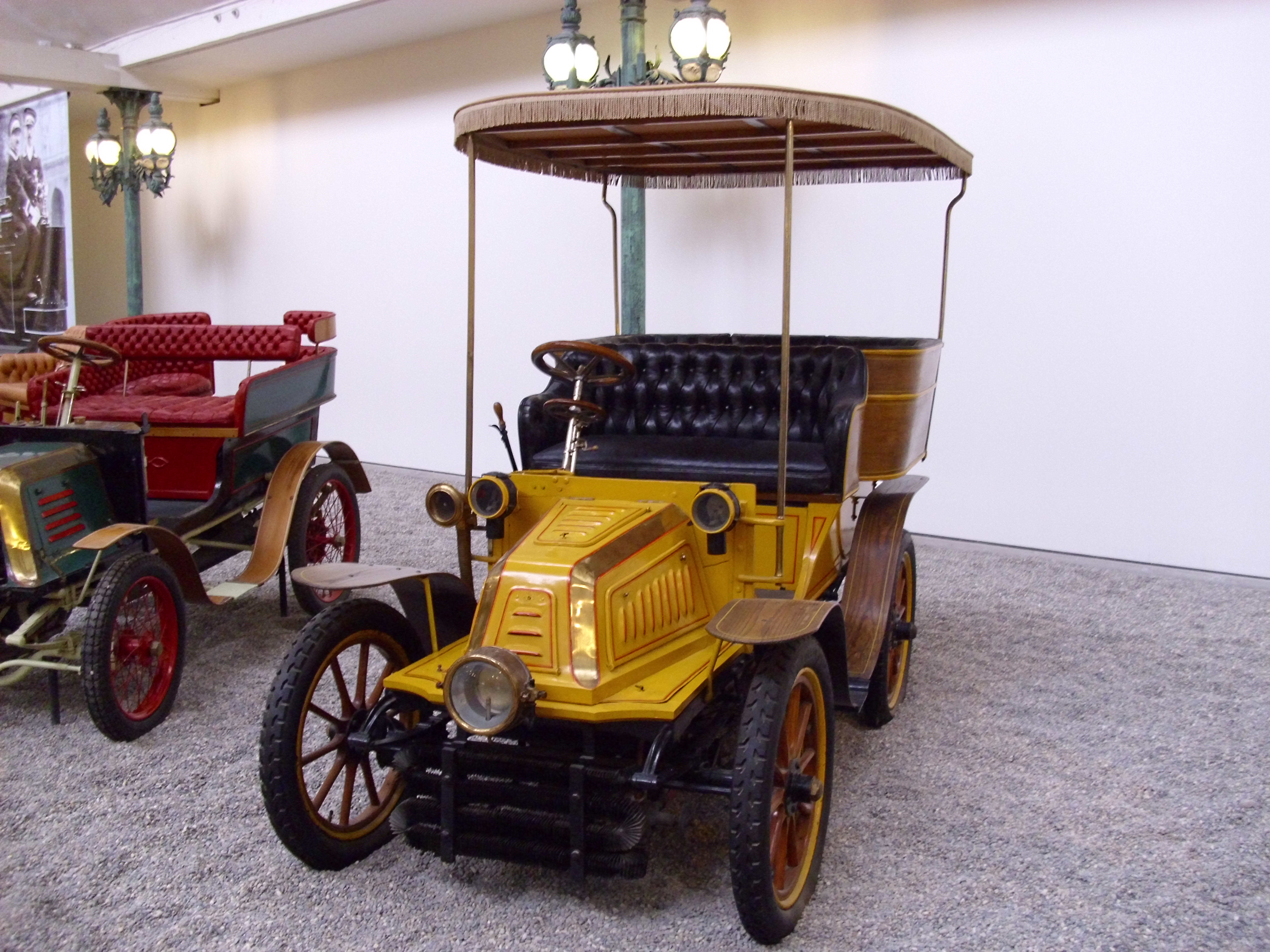
4

Négociant, d'abord mercier, il élargit son négoce à Cholet en lançant, après les machines à coudre et à tricoter, une fabrication de bicyclettes. Il ouvre bientôt avec autant de succès plusieurs succursales dans ses activités initiales, dont une à La Roche-sur-Yon, une autre à Angers, rue Boisnet, proche de la gare Saint-Serge. La maison de mercerie de Cholet, fondée par lui, ne tardera pas à devenir une des premières de la région à occuper un nombreux personnel. Le journal L'Intérêt public du 19 juin 1898 relate qu'à la fin du XIXe siècle l'industriel Fouillaron fait construire une piste privée, rue de l'Étoile à Cholet. Le vélodrome Columbia accueille ainsi gratuitement les clients du fabricant de cycles en toute sécurité et à l'abri des regards afin de leur faciliter l'apprentissage de la bicyclette puis, plus tard, de la conduite automobile. Par la suite Gustave Fouillaron ouvre à Angers, en 1899, une autre fabrique de bicyclettes,,.
C'est en transformant un tricycle en voiturette qu'il élabore son prototype vendéen. La voiture est testée par Jean-Michel Corre sur les routes de la région d'Angers, Clisson, Cholet, La Roche-sur-Yon et du Sud-Vendée, incluant des côtes mythiques comme le mont des Alouettes aux Herbiers ou la montée du bourg de La Séguinière, près de Cholet.
En 1900 il déménage ses ateliers à Levallois-Perret, année au cours de laquelle débute la fabrication d'automobiles sous la marque à son nom. Même après avoir installé en région parisienne un nouvel atelier d'assemblage personnalisé de voitures à partir d'un châssis standard, de fait, Gustave Fouillaron n'a jamais quitté ses autres activités de négoce en Anjou et en Vendée, pas plus que ses responsabilités institutionnelles et engagements pris à Cholet. Jean-Michel Corre, que Fouillaron a nommé directeur de l'Agence française de l'automobile, rompt l'alliance en mars 1901.
En 1901, Fouillaron présente deux modèles lors du Salon de l'automobile, du cycle et des sports de Paris, équipés de moteurs monocylindres (de) De Dion-Bouton développant respectivement 6 et 8 CV.
Les premiers modèles construits par Fouillaron, sous la marque Columba — déposée le 4 avril 1898 au greffe du tribunal civil de Cholet — sont similaires aux véhicules Renault du début du XXe siècle, avec un radiateur placé derrière le bloc moteur. À partir de 1904, le radiateur est placé devant le moteur et la calandre arrondie rappelle alors les productions de Delaunay-Belleville. Les ensembles constituant le moteur comprennent entre un et six cylindres, provenant d'ateliers spécialisés comme Buchet ou De Dion-Bouton. La boîte de vitesses dispose d'une transmission assurée par des poulies extensibles, conçues par l'entreprise Fouillaron et constituant un variateur de vitesse mécanique. Si l'historiographie locale d'Élie Chamard, autour de l'invention par son directeur technique le mécanicien Victor Jousse, interroge encore aujourd'hui, c'est bien formellement Gustave Fouillaron (représenté par une société d'ingénieurs à Paris) qui dépose et signe le brevet no 301.625, le 26 juin 1900 « pour un système de changement de vitesse par poulies extensibles »,.
Entre 1900 et 1910, il a été relevé en France comme à l'étranger, comme politique systématique, jusqu'à vingt-six dépôts de brevets menant la courroie initiale aux progrès successifs vers la chaîne-courroie, constituée de trapèzes en cuir chromé.
À compter du Salon 1903, remplaçant les transmissions par chaînes, la concurrence impose la prise directe par engrenages mécaniques de Louis Renault (brevet  du 9 février 1899).
En 1904, à l'exposition internationale de Saint-Louis, Gustave Fouillaron présente un changement de vitesse breveté qu'il construit et exploite.
En 1906, une voiturette Fouillaron participe au Tour de France de l'Automobile Club de France, à la coupe de voiturettes et au concours de régularité, « soit en tout 10 000 kilomètres sans ennui ». En 1908, Fouillaron gagne six courses automobiles. Le 17 mai 1908, Grillet sur une Fouillaron remporte une course de côte à La Baraque (près de Clermont-Ferrand), en 10 min 34 s sur 5 kilomètres.
Après avoir connu des évolutions continuelles de limitations de vitesse, passant de 10 km/h jusqu'à 60 km/h maximum en campagne, l'abolition des restrictions qui suit à partir de 1909, n'est pas très favorable cette fois à la marque ; elle « fera apparaître les véhicules Fouillaron comme plutôt dépassés (au sens propre et figuré) ». En 1906 Londres ouvre aussi un Salon de l'automobile dit l'Olympia. Du fait de la concurrence et des coûts de cet événement, à  partir de 1910, à Paris, le Salon devient bi-annuel. De nombreux petits constructeurs et assembleurs, comme les fabriques Fouillaron, vont ainsi perdre un important moment de la commercialisation de leur production.
- 1
- 2
- 3
- 4

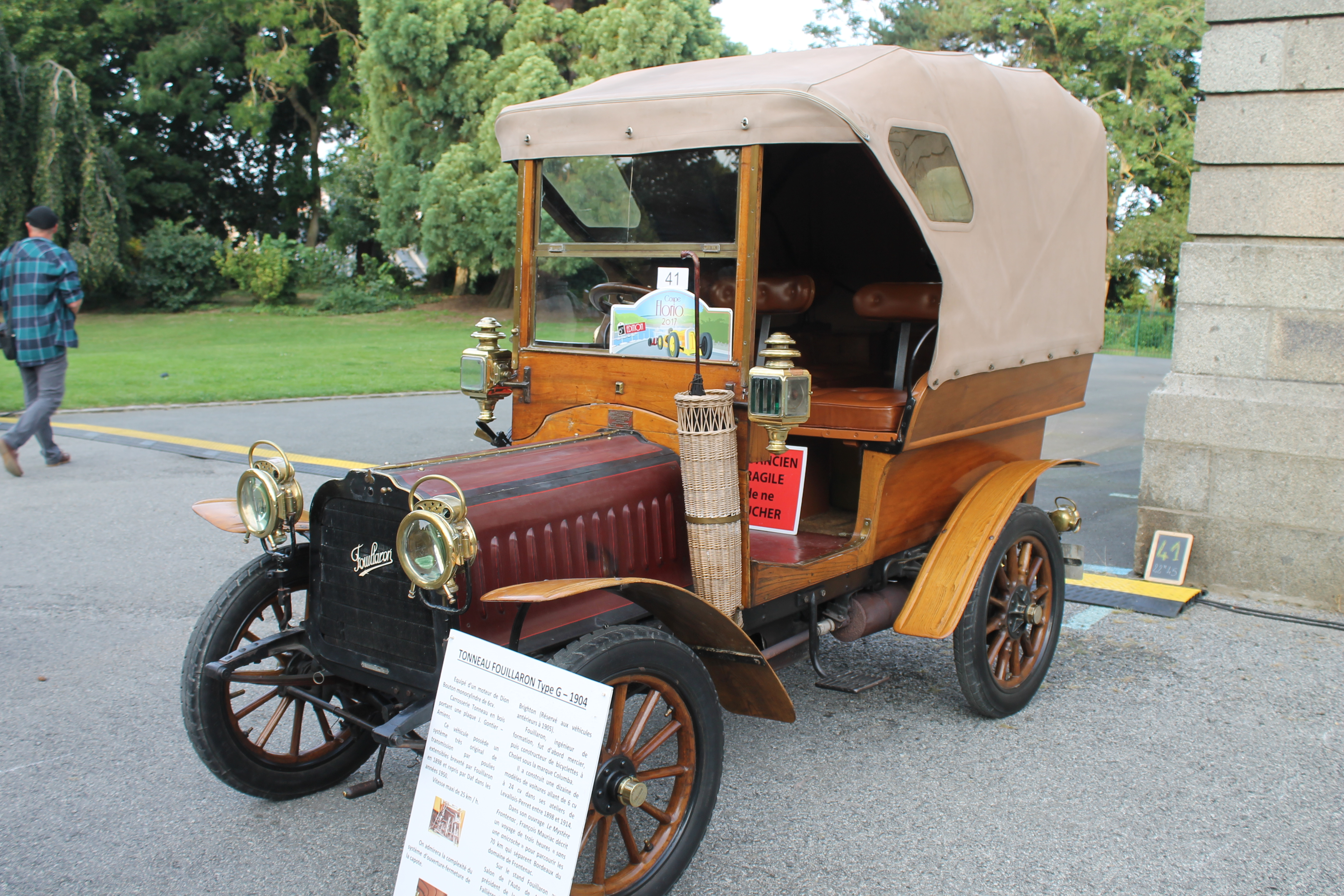
5
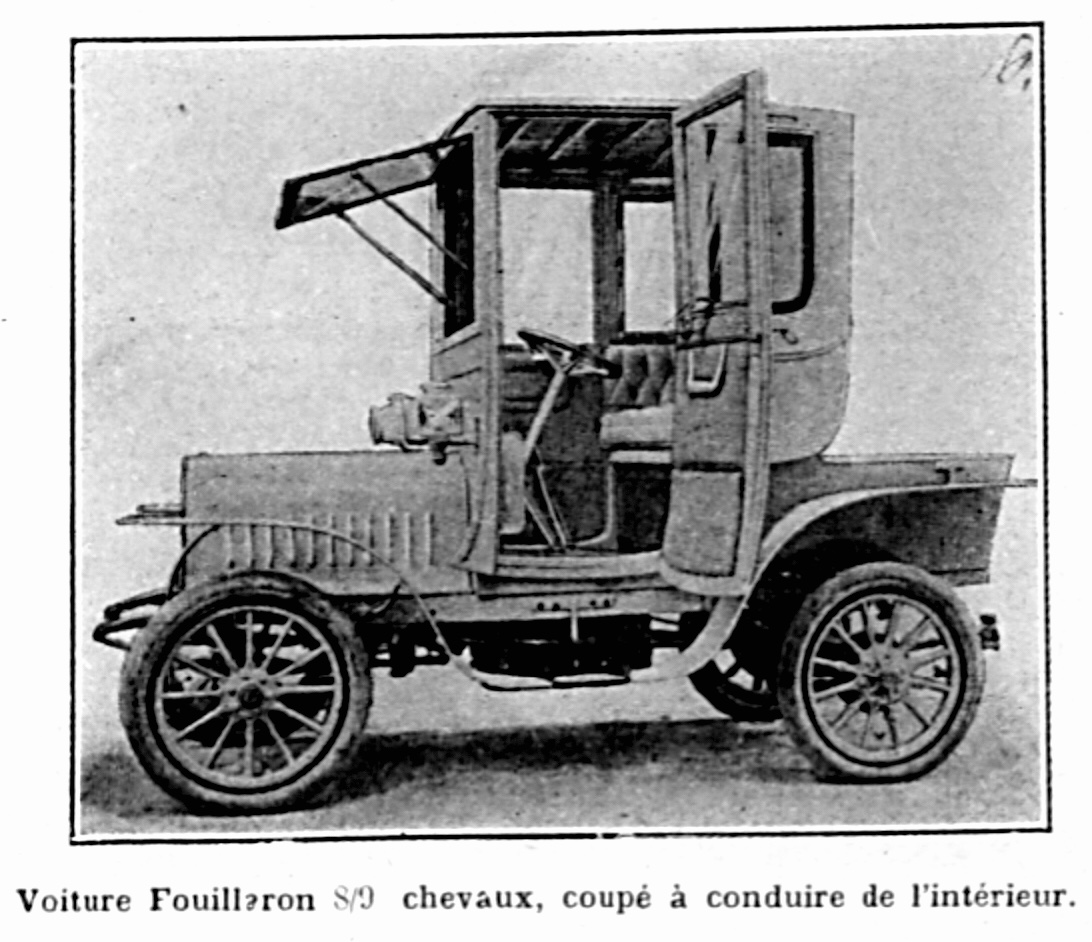
6
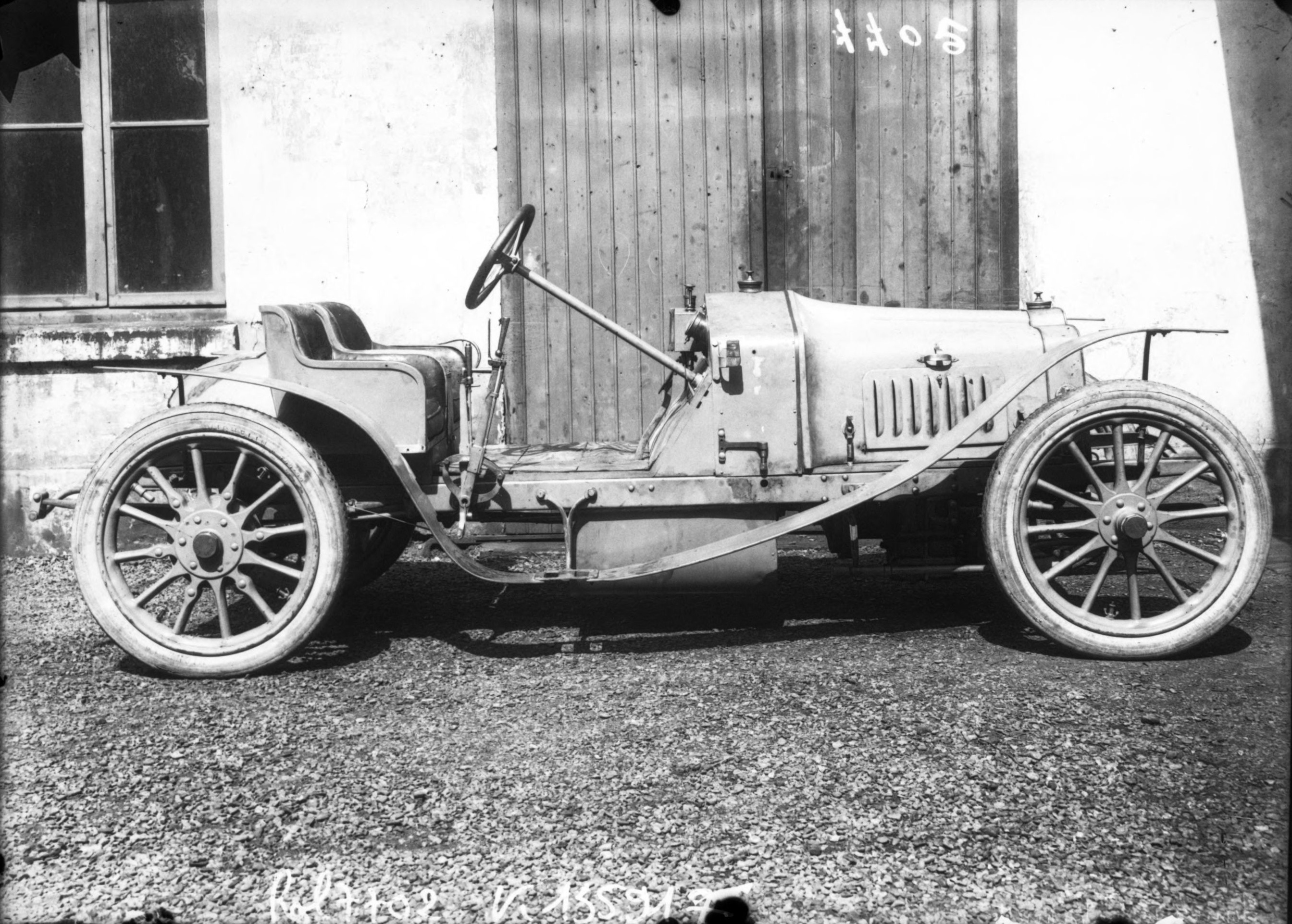
7
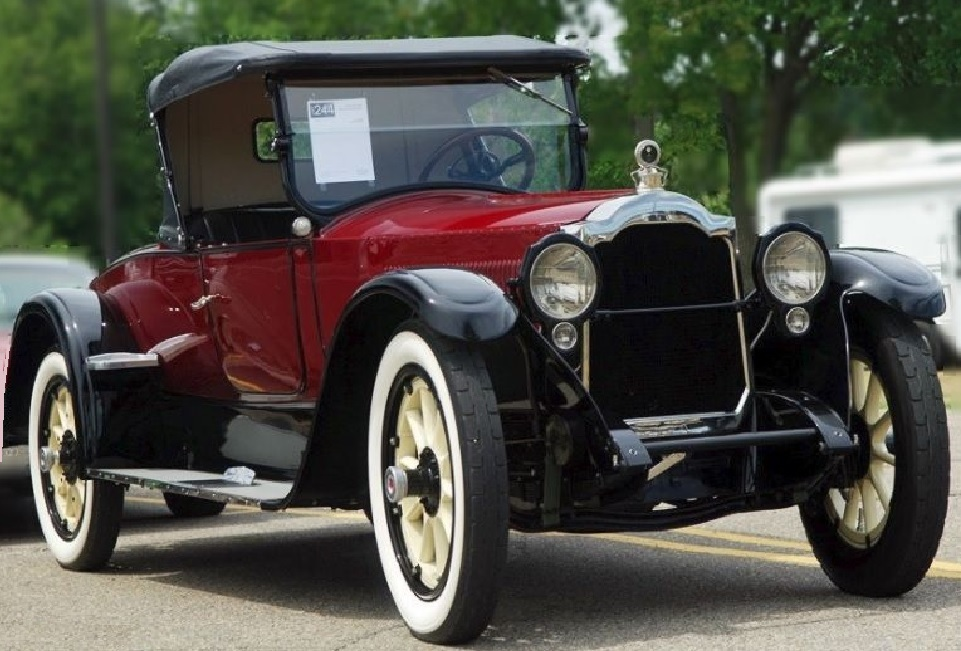
8

1. Premier modèle Fouillaron - 1897.
2. Fouillaron Type A 6 HP[16]
3. Fouillaron Type B 8 HP - 1901[17],[18]

1. Tonneau Type G - 1903, exposée à Maulévrier en mai 2018.
2. Tonneau 10 HP - 1906, exposée à la cité de l'automobile de Mulhouse.
3. Tonneau Type G - 1907, Coupe Florio 2017[19].
4. Fouillaron 8-9 CV[20]. Le prix de vente était de 4 750 francs[21].
5. Automobile Fouillaron Grand Prix des voiturettes en 1908 à Dieppe.
6. Routière modèle 10HP.

En 1914, le montage des automobiles cesse. Gustave Fouillaron reste un inventeur, un assembleur et ne passe pas le cap de constructeur automobile de grande série : « le succès relatif dans le monde de l'automobile conduit son inventeur à s'orienter de plus en plus vers les applications industrielles de son système qui devient transmission de vitesses progressive pour l'industrie ».

## Distinctions
Gustave Fouillaron est :
- chevalier de la Légion d'honneur par décret du 22 mars 1928[BL 4] ;
- officier de l'Instruction publique[BL 3] avant 1908 ;
- titulaire de la médaille commémorative de la guerre 1870-1871, pour son courage pendant la bataille de Buzenval, remise en 1905 par le ministre de la Guerre[22].

## Hommages
Selon Calixte de Nigremont « Si en 1914, l’usine automobile Fouillaron cesse sa production (le secteur est devenu beaucoup trop concurrentiel), son fondateur continue ses multiples activités à Cholet et en Anjou. À la mercerie, s’est ajouté la bonneterie, le tricotage et, entre-temps, Gustave Fouillaron, a été élu conseiller municipal (malgré une propension à « bouffer du curé » assez mal vue dans les Mauges). Celui qui s’éteint en 1933 est, plus qu’un notable, un chevalier d’industrie visionnaire ».
En octobre 1938, Jean Andreau, président de la 1re section technique à la Société des ingénieurs de l'automobile, dans une conférence sur les transformateurs de vitesse continus, souligne : « la première réalisation connue est celle de Fouillaron et date du début de l'automobile [...] il est probable que bon nombre de solutions, reprises avec l'emploi de nos connaissances et matériaux modernes, seraient capables de fournir des solutions à l'heure actuelle, sinon demain ».
Le 14 avril 1978, une voiture Fouillaron, exposée à la cité de l'automobile de Mulhouse, est classée au titre des objets historiques.
Jean Maillard, dans son dernier chapitre, L'avenir d'une invention, relève dès 1940, aux États-Unis, une généralisation des premières boîtes automatiques. En 1957, Hub Van Doorne, pour son projet d'une petite voiture — dans la gamme de celles de Citroën, Renault et Fiat — envisage comme les voitures américaines, une transmission automatique : « DAF reprend en le modernisant le schéma Fouillaron, sous le nom de Varomatic ». Quelque 820 000 voitures de ce type sont produites jusqu'en 1975. Par son énorme potentiel en termes d'économie, de confort, de simplicité de conduite, bientôt le système hérité de Fouillaron, resurgit sous l'appellation CVT (Continuously Variable Transmission). Il devient le meilleur principe de transmission selon Gerhard Wagner de chez Mercedes. En 1996, la technologie CVT est proposée en option par neuf constructeurs européens. Ce sont les constructeurs coréens et japonais, sans préjugés acquis, qui vont le plus promouvoir le système. Jean Maillard conclut le dernier chapitre par : « Fouillaron n'aura pas été prophète en son pays ». Il boucle sa conclusion par la question qui s'impose : « L'invention de Fouillaron était-elle en avance sur son temps ? ».

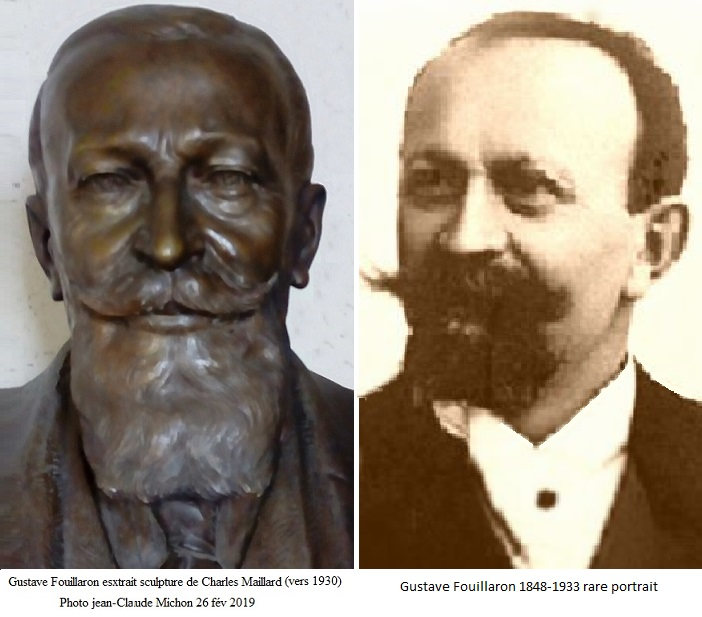
À gauche, Buste de Gustave Fouillaron. À droite, Gustave Fouillaron au Musée d'Art et d'Histoire de Cholet.

En 2015, Éric Fouillaron a récupéré, lors d'une vente aux enchères, un quadricycle à moteur construit par son arrière-grand-père au début du XXe siècle. Il prévoit de le remettre en état de marche en précisant : « Équipée d’une carrosserie tonneau en bois et d’un moteur monocylindre De Dion 6 HP, la voiture ne dépasse pas 20 km/h et encore en descente avec le vent dans le dos ». L'occasion pour cet arrière petit-fils de témoigner : « c’est en 1897, en réparant un fil d’un métier à tisser, que l’idée vint à mon arrière grand-père d’inventer un variateur de vitesse. Petit à petit, il imagina un système de transmission par poulie extensible monté dans une partie mécanique d’un moteur De Dion-Bouton. L’année suivante, il assembla une 4e roue sur un tricycle Léon Bollée. En 1900, il déposa son brevet de transmission par poulie extensible et décida de créer un atelier à Levallois Perret pour se lancer dans la production d’automobiles. »
Dans Le Mystère Frontenac, François Mauriac évoque la modernité et la robustesse des voitures du constructeur choletais. Un des personnages du livre explique : « C'est une voiture Fouillaron... Je suis venu en trois heures de Bordeaux : 70 kilomètres, pas une anicroche ».
Le buste de Gustave Fouillaron, est une remarquable réalisation du sculpteur choletais Charles Maillard. La famille en fait don à la Société des sciences lettres et arts (SLA). Depuis plus d'un demi-siècle, il reste exposé à la Chambre de commerce et d'industrie à Cholet dont Gustave Fouillaron est l'un des premiers membres devenu très vite le trésorier, puis vice-président ; en 1933, investi depuis 33 ans, il en est nommé président honoraire.
En 2009, au château Colbert à Maulévrier, lors du concours de l'âge d'or de l'automobile, Claude Boutin, ingénieur en construction automobile et aéronautique, présente une Ferrari mythique des années 1958 à 1962. La particularité vient du fait qu'il l'a équipé d'un variateur, acheté au Canada, inspiré du changement de vitesse inventé par le choletais Gustave Fouillaron (Un modèle réduit qui toutefois fait  deux mètres quatre-vingt, sur un mètre vIngt). Il en est à sa quatorzième voiture.
Une rue de Cholet porte le nom de Gustave Fouillaron.
Au deuxième semestre 2021, Gustave Fouillaron intègre Le Panthéon de l'Anjou de Calixte de Nigremont.